# Adolphe Muzito
Adolphe Muzito Fumutshi, né le 12 février 1957 à Mukanza (province du Kwilu), est un homme d'État congolais, membre du Parti lumumbiste unifié (PALU), et Premier ministre de la république démocratique du Congo du 10 octobre 2008 au 6 mars 2012.

## Biographie
Adolphe Muzito Fumutshi est né le 12 février 1957 à Mukanza.
Adolphe Muzito est licencié en sciences économiques de l'université de Kinshasa. Il est inspecteur des Finances pendant plusieurs années. Il conduit la délégation du PALU au Dialogue intercongolais à Pretoria en Afrique du Sud. Durant la transition, il siège à l’Assemblée nationale pour le compte du même parti. Il est l'initiateur et le président national du parti politique Nouvel Élan.
Du 6 février 2007 jusqu'à octobre 2008, il est ministre du Budget dans le gouvernement d'Antoine Gizenga.
Le 10 octobre 2008, il est nommé Premier ministre par le président Joseph Kabila, à la suite de la démission d'Antoine Gizenga, et son gouvernement est nommé le 26 octobre 2008.
Il est député national pour Kikwit à la suite des élections législatives de 2011.
Le gouvernement d'Adolphe Muzito démissionne le 6 mars 2012, et le vice-Premier ministre, Louis Koyagialo, assure l'intérim de la Primature.
Adolphe Muzito est marié à Chantal Ngalula avec qui il a 6 enfants.
Le 24 août 2018, la Commission électorale nationale indépendante (CENI) invalide sa candidature à l'élection présidentielle de 2018 en république démocratique du Congo pour conflit d’intérêt avec son parti. Il rejoint la coalition Lamuka qui soutient la candidature de Martin Fayulu. Fayulu arrive second derrière Félix Tshisekedi.
À la suite des élections de 2018, Adolphe Muzito, crée son parti politique dénommé Nouvel Élan.
Il est réélu lors des élections législatives de 2018.
En juillet 2022, Muzito annonce son intention de candidater à l'élection présidentielle prévue pour 2023, peu après l'annonce de la candidature de Fayulu. Sa candidature est acceptée par la CENI et il obtient 1,13 % des voix (4e position).
Muzito est réélu lors des élections législatives de 2023. Il fait partie de l'opposition modérée au président Félix Tshisekedi.
En août 2025, Muzito est nommé vice-Premier ministre en charge du Budget dans le gouvernement Suminwa II.